# Fyresdal
Fyresdal est une commune de Norvège, située dans le comté (fylke) du Telemark. Elle borde les communes de Åmli, Bygland et Valle à l'ouest, Tokke au nord, Kviteseid au nord-est et Nissedal au sud-est.

## Démographie
Fyresdal compte 1 363 habitants au 1er janvier 2007.

## Géographie
Fyresdal s'étend sur 1 277 km2.
Le point culminant de Fyresdal est le Rohan (1 192 m).

## Histoire
Fyresdal compte de nombreuses tombes vikings et pierres runiques.

## Administration
Le maire de Fyresdal est Monsieur Saamund Gjersund (indépendant).

## Économie
Les ressources principales sont la sylviculture, l'agriculture et un peu de production d'énergie.

## Personnage célèbre
Vidkun Quisling (1887-1945), homme politique